# Мун Бладґуд
Корінна Мун Бладґуд (англ. Moon Bloodgood) — американська акторка.

## Життєпис
Народилася 20 вересня 1975 року в м. Анагайм, штат Каліфорнія. 
Батько походив з ірландсько-данської родини, мати — кореянка.
Першу серйозну роль отримала в стрічці «Більше, ніж кохання» (2005). Подальша кар'єра акторки стрімко пішла вгору. У 2007 році зіграла у фантастичній драмі «Мандрівник» та в історичній стрічці «Слідопит». В 2009 отримала одну з головних ролей Блер Вільямс у фільмі «Термінатор: Спасіння прийде».

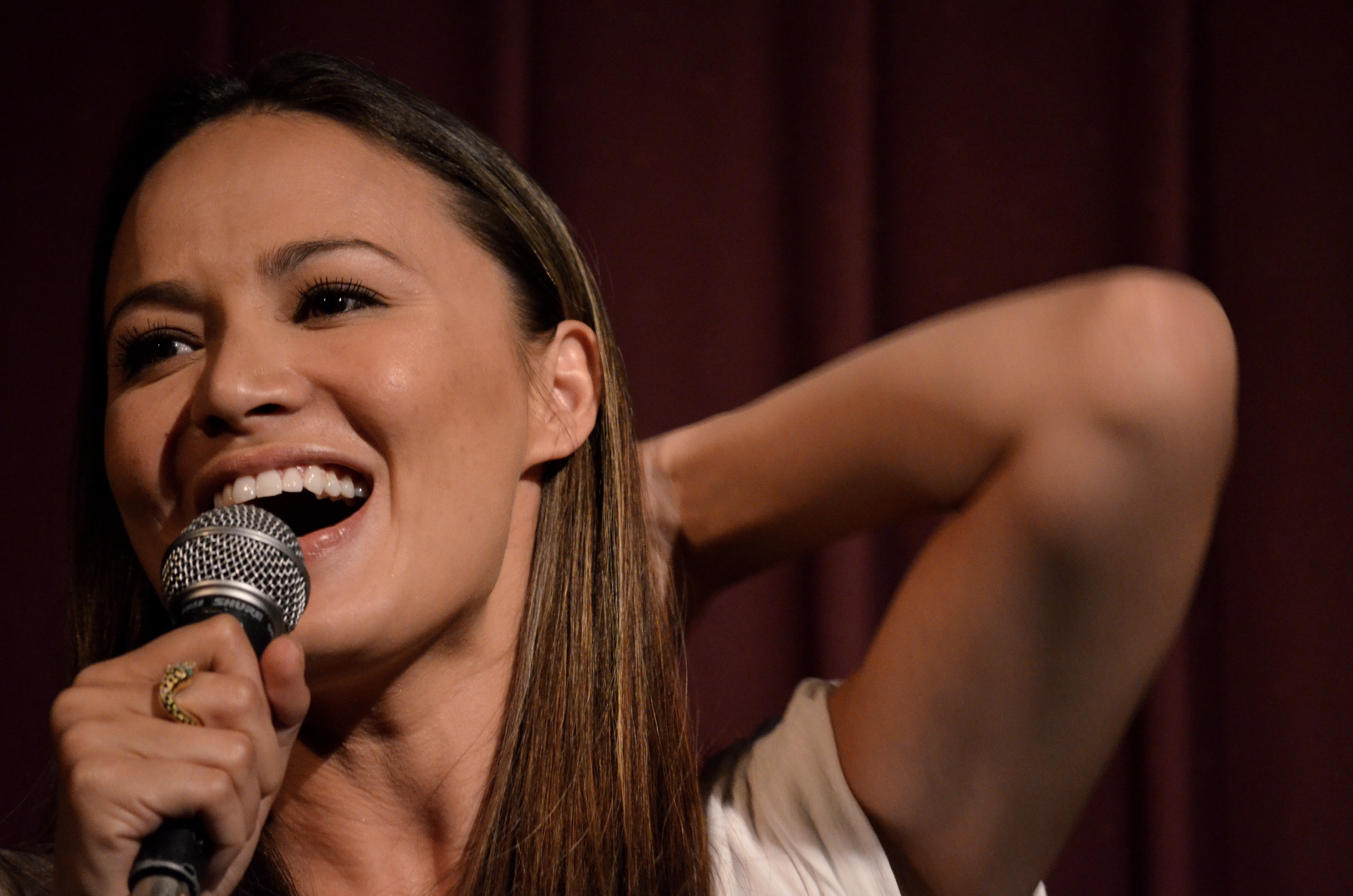
2011 рік

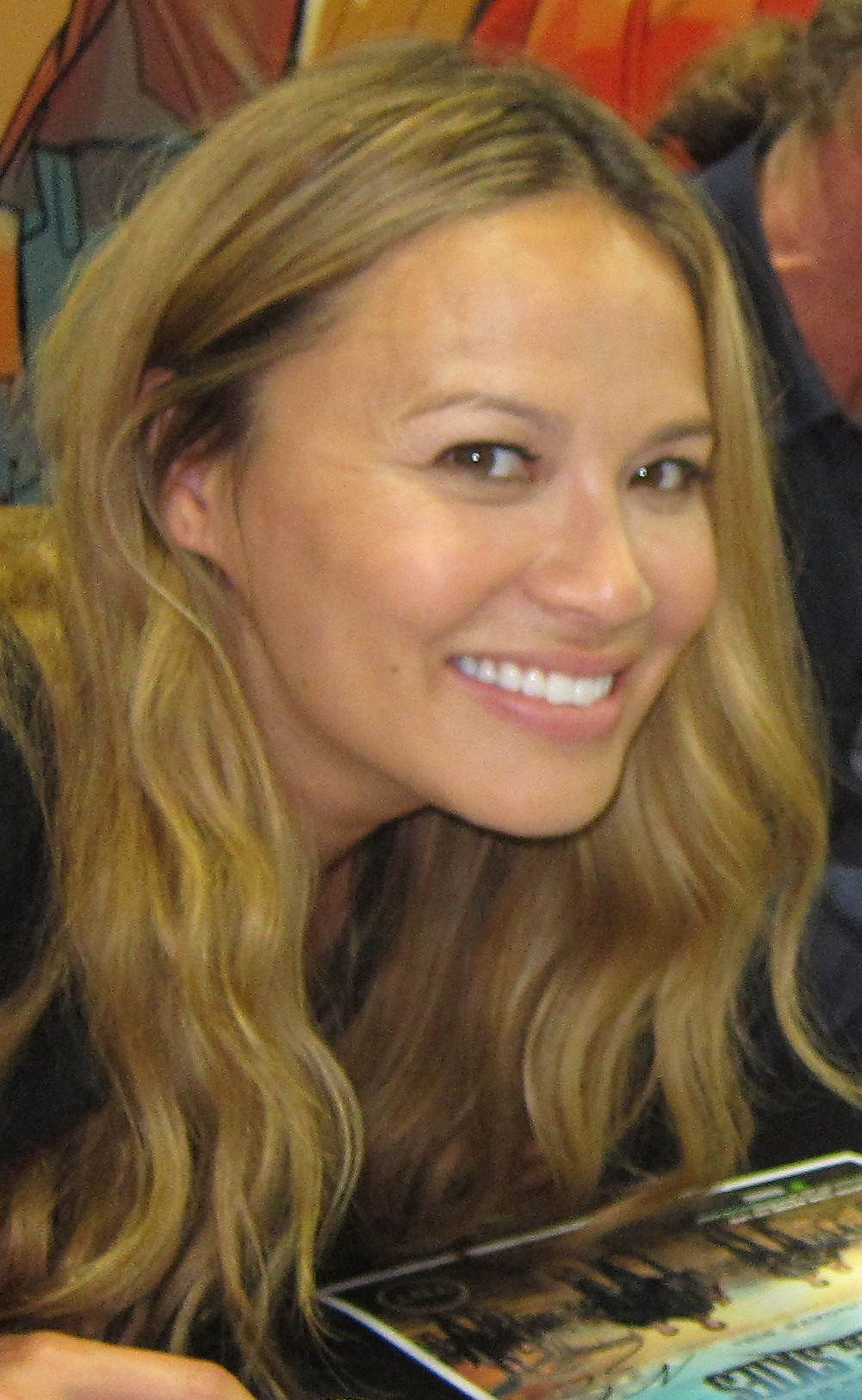
2012 рік

## Фільмографія
| Рік       |    | Українська назва                          | Оригінальна назва                          | Роль                             |
| --------- | -- | ----------------------------------------- | ------------------------------------------ | -------------------------------- |
| 2019—2020 | с  | Морська поліція: Лос-Анджелес             | NCIS: Los Angeles                          | Кетрін Касільяс (5 епізодів)     |
| 2018      | с  | Реанімація                                | Code Black                                 | Рокс Валесуела (13 епізодів)     |
| 2011—2015 | с  | Коли падають небеса                       | Falling Skies                              | Енн Ґласс (51 епізод)            |
| 2013      | ф  | Влада переконань                          | The Power of Few                           | Мейла                            |
| 2012      | ф  | Сурогат                                   | The Sessions                               | Віра                             |
| 2011      | с  |                                           | NTSF:SD:SUV::                              | Вівіца (1 епізод)                |
| 2011      | ф  |                                           | Conception                                 | Нікі                             |
| 2010      | ф  | Нещадний                                  | Faster                                     | Маріна                           |
| 2010      | ф  | Хороший хлопчик                           | Beautiful Boy                              | Тріш                             |
| 2010      | ф  |                                           | Bedrooms                                   | Бет                              |
| 2010      | с  | Жива мішень                               | Human Target                               | д-р Джесіка Шоу (1 епзод)        |
| 2010      | вг | Darksiders: Wrath of War                  | Darksiders (video game)                    | Уріель (голос)                   |
| 2009      | в  | Місячна серенада                          | Moonlight Serenade                         | Марі Дювреньє (Marie Devrenier)  |
| 2009      | с  | Чорна мітка                               | Burn Notice                                | детектив Пекссон (3 епізоди)     |
| 2009      | мс | Термінатор: Спасіння прийде (мультсеріал) | Terminator Salvation: The Machinima Series | Блер Вільямс (голос, 6 епізодів) |
| 2009      | вг |                                           | Terminator Salvation                       | Блер Вільямс (голос)             |
| 2009      | ф  | Термінатор: Спасіння прийде               | Terminator Salvation                       | Блер Вільямс                     |
| 2009      | ф  | Вуличний боєць: Легенда про Чунь-Лі       | Street Fighter: The Legend of Chun-Li      | Дет. Мая Суні                    |
| 2008      | ф  | Одного разу у Голлівуді                   | What Just Happened                         | Лора                             |
| 2007      | с  | Мандрівник                                | Journeyman                                 | Лівія Біл (13 епізодів)          |
| 2006—2007 | с  | Новий день                                | Day Break                                  | Ріта Шелтен (13 епізодів)        |
| 2007      | ф  | Слідопит                                  | Pathfinder                                 | Зоряний вогонь                   |
| 2006      | ф  | Білий полон                               | Eight Below                                | Кеті                             |
| 2005      | с  |                                           | Rocky Point                                | Елана (1 епізод)                 |
| 2005      | ф  | Більше, ніж кохання                       | A Lot Like Love                            | Бріджит                          |
| 2005      | с  | Монк                                      | Monk                                       | Гейлі (1 епізод)                 |
| 2004      | тф |                                           | Hollywood pision                           | Ліз Моралес                      |
| 2004      | с  |                                           | North Shore                                | Лейсі Рігз (1 епізод)            |
| 2004      | ф  | Побачення з зіркою                        | Win a Date with Tad Hamilton!              | яскрава жінка                    |
| 2003      | с  | CSI: Місце злочину                        | CSI: Crime Scene Investigation             | стриптизерка (1 епізод)          |
| 2003      | с  |                                           | Fastlane                                   | Мейд (1 епізод)                  |
| 2002      | с  | Журнал мод                                | Just Shoot Me!                             | Пенні (1 епізод)                 |
| 1997      | вг |                                           | Nuclear Strike                             | Ная (голос)                      |